# Dorycera graminum
Dorycera graminum är en tvåvingeart som först beskrevs av Macquart 1835.  Dorycera graminum ingår i släktet Dorycera och familjen fläckflugor.
Artens utbredningsområde är Frankrike. Inga underarter finns listade i Catalogue of Life.